# Grand Prix Austrii 1971
Grand Prix Austrii 1971 (oryg. Grosser Preis von Österreich) – 8. runda Mistrzostw Świata Formuły 1 w sezonie 1971, która odbyła się 15 sierpnia 1971, po raz 2. na torze Österreichring.
9. Grand Prix Austrii, 3. zaliczane do Mistrzostw Świata Formuły 1.

## Lista startowa
| Nr | Kierowca           | Zespół                                      | Samochód      | Silnik            | Opony |
| -- | ------------------ | ------------------------------------------- | ------------- | ----------------- | ----- |
| 2  | Emerson Fittipaldi | Gold Leaf Team Lotus                        | Lotus 72D     | Ford DFV 3.0 V8   | F     |
| 3  | Reine Wisell       | Gold Leaf Team Lotus                        | Lotus 72D     | Ford DFV 3.0 V8   | F     |
| 4  | Jacky Ickx         | Scuderia Ferrari                            | Ferrari 312B2 | Ferrari 3.0 B12   | F     |
| 5  | Clay Regazzoni     | Scuderia Ferrari                            | Ferrari 312B2 | Ferrari 3.0 B12   | F     |
| 7  | Graham Hill        | Motor Racing Developments                   | Brabham BT34  | Ford DFV 3.0 V8   | G     |
| 8  | Tim Schenken       | Motor Racing Developments                   | Brabham BT33  | Ford DFV 3.0 V8   | G     |
| 9  | Denny Hulme        | Bruce McLaren Motor Racing                  | McLaren M19A  | Ford DFV 3.0 V8   | G     |
| 10 | Jackie Oliver      | Bruce McLaren Motor Racing                  | McLaren M19A  | Ford DFV 3.0 V8   | G     |
| 11 | Jackie Stewart     | Elf Team Tyrrell                            | Tyrrell 003   | Ford DFV 3.0 V8   | G     |
| 12 | François Cevert    | Elf Team Tyrrell                            | Tyrrell 002   | Ford DFV 3.0 V8   | G     |
| 14 | Jo Siffert         | Yardley-BRM                                 | BRM P160      | BRM 3.0 V12       | F     |
| 15 | Howden Ganley      | Yardley-BRM                                 | BRM P160      | BRM 3.0 V12       | F     |
| 16 | Helmut Marko       | Yardley-BRM                                 | BRM P153      | BRM 3.0 V12       | F     |
| 17 | Ronnie Peterson    | STP March Racing Team                       | March 711     | Ford DFV 3.0 V8   | F     |
| 19 | Nanni Galli        | STP March Racing Team                       | March 711     | Alfa Romeo 3.0 V8 | F     |
| 22 | John Surtees       | Brooke Bond Oxo Team Surtees                | Surtees TS9   | Ford DFV 3.0 V8   | F     |
| 23 | Peter Gethin       | Yardley-BRM                                 | BRM P160      | BRM 3.0 V12       | F     |
| 24 | Rolf Stommelen     | Auto Motor Und Sport-Eifelland Team Surtees | Surtees TS9   | Ford DFV 3.0 V8   | F     |
| 25 | Henri Pescarolo    | Frank Williams Racing Cars                  | March 711     | Ford DFV 3.0 V8   | G     |
| 26 | Niki Lauda         | STP March Racing Team                       | March 711     | Ford DFV 3.0 V8   | F     |
| 27 | Mike Beuttler      | Clarke-Mordaunt-Guthrie Racing              | March 711     | Ford DFV 3.0 V8   | F     |
| 28 | Joakim Bonnier     | Ecurie Bonnier                              | McLaren M7C   | Ford DFV 3.0 V8   | G     |
| Nr | Kierowca           | Zespół                                      | Samochód      | Silnik            | Opony |

## Wyniki

### Kwalifikacje
| P  | Nr | Kierowca           | Konstruktor(-silnik) | Opony | Czas     | Odstęp   | Strata   |
| -- | -- | ------------------ | -------------------- | ----- | -------- | -------- | -------- |
| 1  | 14 | Jo Siffert         | BRM                  | F     | 1:37,440 | -        | -        |
| 2  | 11 | Jackie Stewart     | Tyrrell-Ford         | G     | 1:37,650 | 0:00,210 | 0:00,210 |
| 3  | 12 | François Cevert    | Tyrrell-Ford         | G     | 1:37,860 | 0:00,210 | 0:00,420 |
| 4  | 5  | Clay Regazzoni     | Ferrari              | F     | 1:37,900 | 0:00,040 | 0:00,460 |
| 5  | 2  | Emerson Fittipaldi | Lotus-Ford           | F     | 1:37,900 | 0:00,000 | 0:00,460 |
| 6  | 4  | Jacky Ickx         | Ferrari              | F     | 1:38,270 | 0:00,370 | 0:00,830 |
| 7  | 8  | Tim Schenken       | Brabham-Ford         | G     | 1:38,640 | 0:00,370 | 0:01,200 |
| 8  | 7  | Graham Hill        | Brabham-Ford         | G     | 1:38,840 | 0:00,200 | 0:01,400 |
| 9  | 9  | Denny Hulme        | McLaren-Ford         | G     | 1:38,880 | 0:00,040 | 0:01,440 |
| 10 | 3  | Reine Wisell       | Lotus-Ford           | F     | 1:38,950 | 0:00,070 | 0:01,510 |
| 11 | 17 | Ronnie Peterson    | March-Ford           | F     | 1:39,010 | 0:00,060 | 0:01,570 |
| 12 | 24 | Rolf Stommelen     | Surtees-Ford         | F     | 1:39,080 | 0:00,070 | 0:01,640 |
| 13 | 25 | Henri Pescarolo    | March-Ford           | F     | 1:39,090 | 0:00,010 | 0:01,650 |
| 14 | 15 | Howden Ganley      | BRM                  | F     | 1:39,460 | 0:00,370 | 0:02,020 |
| 15 | 19 | Nanni Galli        | March-Alfa Romeo     | F     | 1:39,540 | 0:00,080 | 0:02,100 |
| 16 | 23 | Peter Gethin       | BRM                  | F     | 1:39,670 | 0:00,130 | 0:02,230 |
| 17 | 16 | Helmut Marko       | BRM                  | F     | 1:39,800 | 0:00,130 | 0:02,360 |
| 18 | 22 | John Surtees       | Surtees-Ford         | F     | 1:40,370 | 0:00,570 | 0:02,930 |
| 19 | 27 | Mike Beuttler      | March-Ford           | F     | 1:41,920 | 0:01,550 | 0:04,480 |
| 20 | 28 | Joakim Bonnier     | McLaren-Ford         | G     | 1:42,660 | 0:00,740 | 0:05,220 |
| 21 | 26 | Niki Lauda         | March-Ford           | F     | 1:43,680 | 0:01,020 | 0:06,240 |
| 22 | 10 | Jackie Oliver      | McLaren-Ford         | G     | 1:44,220 | 0:00,540 | 0:06,780 |
| P  | Nr | Kierowca           | Konstruktor(-silnik) | Opony | Czas     | Odstęp   | Strata   |

### Wyścig
| P                                                     | Nr | Kierowca | Konstruktor        | Opony            | Okr. | Czas / Strata | Komentarz              |                |
| ----------------------------------------------------- | -- | -------- | ------------------ | ---------------- | ---- | ------------- | ---------------------- | -------------- |
| 1                                                     |    | 14       | Jo Siffert         | BRM              | F    | 54            | 1h30m23s910            |                |
| 2                                                     |    | 2        | Emerson Fittipaldi | Lotus-Ford       | F    | 54            | 1h30m28s030(+0:04,120) |                |
| 3                                                     |    | 8        | Tim Schenken       | Brabham-Ford     | G    | 54            | 1h30m43s680(+0:19,770) |                |
| 4                                                     |    | 3        | Reine Wisell       | Lotus-Ford       | F    | 54            | 1h30m55s780(+0:31,870) |                |
| 5                                                     |    | 7        | Graham Hill        | Brabham-Ford     | G    | 54            | 1h31m12s340(+0:48,430) |                |
| 6                                                     |    | 25       | Henri Pescarolo    | March-Ford       | F    | 54            | 1h31m48s420(+1:24,510) |                |
| 7                                                     |    | 24       | Rolf Stommelen     | Surtees-Ford     | F    | 54            | 1h32m01s330(+1:37,420) |                |
| 8                                                     |    | 17       | Ronnie Peterson    | March-Ford       | F    | 53            | - 1 okr.               |                |
| 9                                                     |    | 10       | Jackie Oliver      | McLaren-Ford     | G    | 53            | - 1 okr.               |                |
| 10                                                    |    | 23       | Peter Gethin       | BRM              | F    | 52            | - 2 okr.               |                |
| 11                                                    |    | 16       | Helmut Marko       | BRM              | F    | 52            | - 2 okr.               |                |
| 12                                                    |    | 19       | Nanni Galli        | March-Alfa Romeo | F    | 51            | - 3 okr.               |                |
| Niesklasyfikowani                                     |    |          |                    |                  |      |               |                        |                |
|                                                       |    | 27       | Mike Beuttler      | March-Ford       | F    | 47            | - 7 okr.               |                |
|                                                       |    | 12       | François Cevert    | Tyrrell-Ford     | G    | 42            | - 12 okr.              | silnik         |
|                                                       |    | 11       | Jackie Stewart     | Tyrrell-Ford     | G    | 35            | - 19 okr.              | stracił koło   |
|                                                       |    | 4        | Jacky Ickx         | Ferrari          | F    | 31            | - 23 okr.              | silnik         |
|                                                       |    | 26       | Niki Lauda         | March-Ford       | F    | 19            | - 35 okr.              | układ jezdny   |
|                                                       |    | 22       | John Surtees       | Surtees-Ford     | F    | 12            | - 42 okr.              | silnik         |
|                                                       |    | 5        | Clay Regazzoni     | Ferrari          | F    | 8             | - 46 okr.              | silnik         |
|                                                       |    | 15       | Howden Ganley      | BRM              | F    | 5             | - 49 okr.              | zapłon         |
|                                                       |    | 9        | Denny Hulme        | McLaren-Ford     | G    | 4             | - 50 okr.              | silnik         |
| Nie wystartowali / niedopuszczeni do ponownego startu |    |          |                    |                  |      |               |                        |                |
|                                                       |    | 28       | Joakim Bonnier     | McLaren-Ford     | G    | 0             | - 54 okr.              | wycieki paliwa |
| P                                                     | Nr | Kierowca | Konstruktor        | Opony            | Okr. | Czas / Strata | Komentarz              |                |

### Najszybsze okrążenie
| Nr | Kierowca   | Konstruktor | Opony | Czas     | Okr. |
| -- | ---------- | ----------- | ----- | -------- | ---- |
| 14 | Jo Siffert | BRM         | F     | 1:38,470 | 22   |